# چاه دشت محمدخان ۱۲
چاه دشت محمدخان ۱۲ یک منطقهٔ مسکونی در ایران است که در دهستان صحرا واقع شده است.